# Шахова олімпіада 1931
Шахова олімпіада 1931 року — четверта офіційна шахова олімпіада. Пройшла у Празі 13—26 липня 1931 року.

## Підготовка до турніру
На проведення претендували Угорщина і Чехословаччина. Гамбурзький конгрес ФІДЕ вибрав господарем столицю Чехословаччини, обґрунтувавши своє рішення тим, що шахова спілка цієї країни відзначала 50-річний ювілей.
Ще після III-ї олімпіади було вирішено закріпити за шахістами номери шахівниць: 1, 2, 3 і 4. Тобто відтепер гравці не могли вибирати зручного суперника чи кольору фігур: 1-й шахіст одної команди зустрічався із 1-м шахістом іншої, 2-й із 2-м і т. д.
Протягом олімпіади у Празі пройшов черговий конгрес ФІДЕ, який ухвалив рішення про проведення олімпіади раз на 2 роки.
Заявки надійшли від 22 країн, але не приїхали Бельгія, Фінляндія й Естонія.

## Перебіг
Змагання проходили у приміщенні великої зали популярного у Празі кафе «У Новака» на Водичковій вулиці. Зала, де відбувалися ігри, могла прийняти близько 800 глядачів.
Фаворитами вважали поляків, які повністю зберегли чемпіонський склад, і американців.
Після 14-го туру попереду були збірні Польщі і Чехословаччини, на пів очка відставали команди Австрії і США. Останній тур став кульмінацією турніру — зустрічалися команди США і Польщі, причому американські шахісти мали 1 очко переваги. Нічия робила чемпіонами американських гравців, перемога з будь-яким рахунком давала «золото» полякам.
На 1-й шахівниці Айзек Кежден швидко програє Акібі Рубінштейнові і Польща виходить уперед. Нічийно закінчились партії Тартаковер—Маршалл і Макарчик—Стайнер. Найдовше тривав поєдинок на 3-й шахівниці між Горовіцем та Пшепюркою — у рівній позиції поляк помилився і програв на 60 ході.

## Підсумки
Чемпіоном стала збірна США: Айзек Кежден (+8 =8 -1); Френк Джеймс Маршалл (+7 =6 -3); Артук Вільям Дейк (+5 =7 -2); Ізраель Альберт Горовіц (+6 =6 -1); Герман Стайнер (+7 =3 -2).
Другою стала Польща, третіми стали шахісти Чехословаччини. Колись сильна збірна Угорщини, яка виступала без Ґези Мароці і Шандора Такача, посіла десяте місце.
Цікавим є факт, що жоден шахіст не уникнув принаймні однієї поразки. Зокрема, першу турнірну партію за останні 4 роки (після матчу на першість світу з Капабланкою 1927) програв Александр Алехін (+10 =7 -1), який виступав за збірну Франції на першій шахівниці.

### Підсумкова таблиця
- Очки - сума набраних очок всіма шахістами (1 за перемогу шахіста, ½ за нічию, 0 - поразка);
- КО - командні очки, набрані всією командою (2 за перемогу команди, 1 - нічия, 0 - поразка);

| №  | Країна         | 1  | 2  | 3  | 4  | 5  | 6  | 7  | 8  | 9  | 10 | 11 | 12 | 13 | 14 | 15 | 16 | 17 | 18 | 19 | Очки | КО | Перемоги | Нічиї | Поразки |
| -- | -------------- | -- | -- | -- | -- | -- | -- | -- | -- | -- | -- | -- | -- | -- | -- | -- | -- | -- | -- | -- | ---- | -- | -------- | ----- | ------- |
| 1  | США            |    | 2  | 3½ | 1½ | 2  | 1½ | 2½ | 1½ | 2½ | 2½ | 2½ | 2  | 3  | 3  | 3½ | 3½ | 4  | 4  | 3  | 48   | 27 | 12       | 3     | 3       |
| 2  | Польща         | 2  |    | 2½ | 2  | 3  | 1½ | 2  | 2  | 1½ | 3½ | 2½ | 2  | 3  | 3½ | 3  | 4  | 2½ | 4  | 2½ | 47   | 27 | 11       | 5     | 2       |
| 3  | Чехословаччина | ½  | 1½ |    | 2½ | 1½ | 2½ | 2  | 2½ | 1½ | 3  | 2½ | 3  | 2½ | 2½ | 3½ | 3½ | 4  | 3½ | 4  | 46½  | 27 | 13       | 1     | 4       |
| 4  | Югославія      | 2½ | 2  | 1½ |    | 1  | 1½ | 2  | 2½ | 3½ | 2½ | 1½ | 2½ | 2½ | 3½ | 3  | 3  | 3½ | 3½ | 4  | 46   | 26 | 12       | 2     | 4       |
| 5  | Німеччина      | 2  | 1  | 2½ | 3  |    | 2½ | 2  | 1½ | ½  | 2½ | 2½ | 3  | 2½ | 3  | 3  | 3  | 4  | 3½ | 3½ | 45½  | 28 | 13       | 2     | 3       |
| 6  | Латвія         | 2½ | 2½ | 1½ | 2½ | 1½ |    | 2  | 2½ | 1½ | 1  | 3  | 2½ | 3  | 3  | 2½ | 2½ | 4  | 3½ | 4  | 45½  | 27 | 13       | 1     | 4       |
| 7  | Швеція         | 1½ | 2  | 2  | 2  | 2  | 2  |    | 1  | 2  | 2½ | 3  | 4  | 3  | 2  | 3½ | 3  | 3½ | 3  | 3½ | 45½  | 25 | 9        | 7     | 2       |
| 8  | Австрія        | 2½ | 2  | 1½ | 1½ | 2½ | 1½ | 3  |    | 2½ | 1½ | 2½ | 2½ | 3  | 2½ | 4  | 3½ | 3  | 2½ | 3  | 45   | 27 | 13       | 1     | 4       |
| 9  | Англія         | 1½ | 2½ | 2½ | ½  | 3½ | 2½ | 2  | 1½ |    | 2½ | 2½ | 3  | 1½ | 1½ | 3  | 3  | 3½ | 3½ | 3½ | 44   | 25 | 12       | 1     | 5       |
| 10 | Угорщина       | 1½ | ½  | 1  | 1½ | 1½ | 3  | 1½ | 2½ | 1½ |    | 1½ | 3  | 2  | 3  | 3  | 2½ | 3½ | 3½ | 3  | 39½  | 19 | 9        | 1     | 8       |
| 11 | Нідерланди     | 1½ | 1½ | 1½ | 2½ | 1½ | 1  | 1  | 1½ | 1½ | 2½ |    | 0  | 3½ | 2  | 2  | 2½ | 3  | 2  | 4  | 35   | 15 | 6        | 3     | 9       |
| 12 | Швейцарія      | 2  | 2  | 1  | 1½ | 1  | 1½ | 0  | 1½ | 1  | 1  | 4  |    | 3  | 2½ | 1  | 2½ | 2½ | 3  | 3  | 34   | 16 | 7        | 2     | 9       |
| 13 | Литва          | 1  | 1  | 1½ | 1½ | 1½ | 1  | 1  | 1  | 2½ | 2  | ½  | 1  |    | 2  | 1  | 3  | 3  | 3  | 3  | 30½  | 12 | 5        | 2     | 11      |
| 14 | Франція        | 1  | ½  | 1½ | ½  | 1  | 1  | 2  | 1½ | 2½ | 1  | 2  | 1½ | 2  |    | 1½ | 1½ | 3  | 3  | 2½ | 29½  | 11 | 4        | 3     | 11      |
| 15 | Румунія        | ½  | 1  | ½  | 1  | 1  | 1½ | ½  | 0  | 1  | 1  | 2  | 3  | 3  | 2½ |    | 3  | 1½ | 2  | 3  | 28   | 12 | 5        | 2     | 11      |
| 16 | Італія         | ½  | 0  | ½  | 1  | 1  | 1½ | 1  | ½  | 1  | 1½ | 1½ | 1½ | 1  | 2½ | 1  |    | 2½ | 3½ | 2  | 24   | 7  | 3        | 1     | 14      |
| 17 | Данія          | 0  | 1½ | 0  | ½  | 0  | 0  | ½  | 1  | ½  | ½  | 1  | 1½ | 1  | 1  | 2½ | 1½ |    | 3½ | 3  | 19½  | 6  | 3        | 0     | 15      |
| 18 | Норвегія       | 0  | 0  | ½  | ½  | ½  | ½  | 1  | 1½ | ½  | ½  | 2  | 1  | 1  | 1  | 2  | ½  | ½  |    | 2  | 15½  | 3  | 0        | 3     | 15      |
| 19 | Іспанія        | 1  | 1½ | 0  | 0  | ½  | 0  | ½  | 1  | ½  | 1  | 0  | 1  | 1  | 1½ | 1  | 2  | 1  | 2  |    | 15½  | 2  | 0        | 2     | 16      |

## Особовий залік
- 1-ша шахівниця:  Александр Алехін (75,0% — 13½ з 18)
- 2-га шахівниця:  Ґеста Штольц (75,0% — 13½ з 18)
- 3-тя шахівниця:  Владімірс Петровс (71,9% — 11½ з 16)
- 4-та шахівниця:  Альберт Беккер (75% — 10½ з 14)
- 1-ша запасна шахівниця:  Карел Скалічка (75% — 10½ з 14)